# Peter Hastings
Pour les articles homonymes, voir Hastings.
Peter Hastings est un réalisateur, scénariste, producteur de télévision et acteur américain né le 9 janvier 1960 à Haverford en Pennsylvanie.

## Filmographie

### Réalisateur
- 2002 : Les Country Bears
- 2003 : Mission: Space
- 2015 : Had Enough
- 2025 : Dog Man

### Scénariste
- 1989-1991 : On the Television : 8 épisodes
- 1991 : Myster Mask : 1 épisode
- 1991-1992 : Les Tiny Toons : 9 épisodes
- 1992 : The Plucky Duck Show : 4 épisodes
- 1993-1996 : Animaniacs : 77 épisodes
- 1994 : Tiny Toon Spring Break
- 1995 : Tiny Toon Night Ghoulery
- 1995-1998 : Minus et Cortex : 10 épisodes
- 1998 : ABC Kids : 1 épisode
- 2005 : ¡Mucha Lucha! : 1 épisode
- 2005-2006 : Catscratch : 8 épisodes
- 2007 : Tak et le Pouvoir de Juju : 2 épisodes
- 2011-2016 : Kung Fu Panda : L'Incroyable Légende : 14 épisodes
- 2018 : Les Aventures extraordinaires de Capitaine Superslip : 9 épisodes
- 2022 : Kung Fu Panda : Le Chevalier Dragon : 1 épisode
- 2025 : Dog Man

### Production
- 1994-1997 : Animaniacs : 25 épisodes
- 1995 : Tiny Toon Night Ghoulery
- 1995-1997 : Minus et Cortex : 22 épisodes
- 1998 : ABC Kids : 2 épisodes
- 2003-2006 : Lilo et Stitch, la série : 66 épisodes
- 2005-2007 : Catscratch : 20 épisodes
- 2007 : Creature Comforts : 1 épisode
- 2011-2016 : Kung Fu Panda : L'Incroyable Légende : 78 épisodes
- 2012-2014 : Les Tortues Ninja : 36 épisodes
- 2015 : Had Enough
- 2018-2019 : Les Aventures extraordinaires de Capitaine Superslip : 26 épisodes
- 2019 : Capitaine Superslip et le Conte terrifiant du Trompe-Loween
- 2020 : The Epic Tales of Captain Underpants in Space : 6 épisodes
- 2020 : Captain Underpants: Mega Blissmas
- 2022 : Kung Fu Panda : Le Chevalier Dragon : 11 épisodes
- 2025 : Un voisin d'enfer ! : 2 épisodes

### Acteur

#### Cinéma
- 2020 : Captain Underpants: Epic Choice-o-Rama : le narrateur et Marlin
- 2025 : Dog Man : Dog Man, l'officier Chevalier et la maison de Harold

### Télévision
- 1989-1991 : On the Television (4 épisodes)
- 1991 : (Ghost) Riders in the Sky: A Cowboy Legend : un danseur et un client (2 épisodes)
- 1994 : Animaniacs : un écrivain (1 épisode)
- 1997-1998 : ABC Kids : plusieurs personnage (1 épisode)
- 2006 : Catscratch : Major Pepperidge, Manfred et la vieille femme
- 2011-2016 : Kung Fu Panda : L'Incroyable Légende : le canard dans la voiture, le vendeur et l’avocat
- 2018-2019 : Les Aventures extraordinaires de Capitaine Superslip : le narrateur, Clayzee et Dr Bagufwind (39 épisodes)
- 2019 : Capitaine Superslip et le Conte terrifiant du Trompe-Loween : le narrateur
- 2020 : The Epic Tales of Capitaine Underpants in Spance : le comique et Garg
- 2020 : Captain Underpants: Mega Blissmas : le narrateur (3 épisodes)
- 2023 : Kung Fu Panda : Le Chevalier Dragon : le joueur d'échecs et un chevalier (3 épisodes)
- 2025 : Un voisin d'enfer ! : Timothy (2 épisodes)